# 纳尔瓦湾 (阿穆尔湾)
纳尔瓦湾（俄语：Бухта Нарва），前称西吉密湾，是阿穆尔湾的海湾，属滨海边疆区哈桑区，在布林涅尔角和图列克角内，面积10.04平方公里，岸长9.8公里，深达15米。1972年更为现名。